# Molly Cramer
Molly Cramer (Hamburgo, 25 de junio de 1852 - Ibidem, 18 de enero de 1936) fue una pintora alemana de flores, paisajes y retratos. Formada en la antigua tradición holandesa, cambió hacia el impresionismo en sus últimos años.

## Biografía
Cramer procedía de una rica familia de comerciantes de Hamburgo. Junto con su hermana, la pintora Helene Cramer, pudo comenzar a formarse como pintora solo después de la muerte de su padre en 1882. Su primer maestro fue el artista de Hamburgo Theobald Riefesell, seguido de los pintores Carl Rodeck e Hinrich Wrage. En 1890 fue a Amberes para formarse con Eugène Joors, que la formó en la tradición de la escuela holandesa. Con él, ella pintó principalmente bodegones florales.
De regreso a Hamburgo, atrajo la atención del director de la galería de arte Alfred Lichtwark como pintora de flores y frutas. Conforme a las intenciones de Lichtwark, trabajó principalmente con la flora local en lugar de reproducir los demasiado populares y mañidos Makartbouquets (ramos de flores artificiales o secas utilizados para la decoración, populares en el estilo de diseño de interiores de Hans Makart).
Cramer expuso su trabajo en el Palace of Fine Arts y en El edificio de la mujer en la Exposición Mundial Colombina de 1893 en Chicago, Illinois.
A partir de 1898, Cramer centró su atención en nuevos temas y trabajó en paisajes y retratos. Su estilo fue variando hacia el impresionismo. Sin embargo, los bodegones florales seguían siendo el foco de su trabajo.

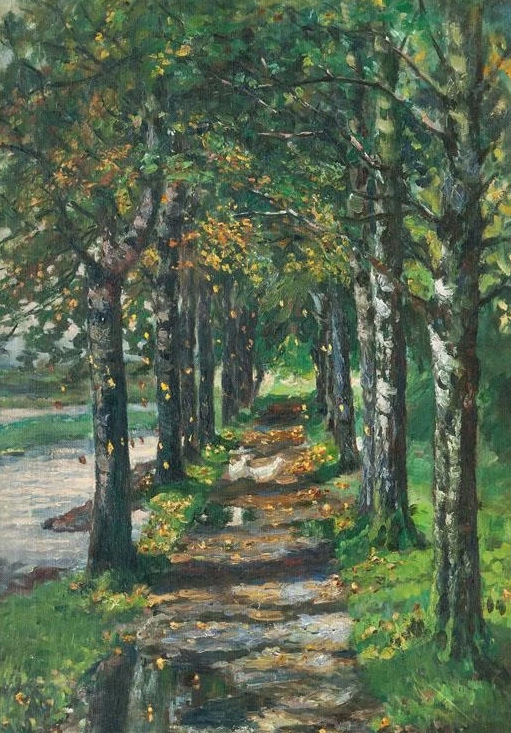
Gansos en una Alameda de finales de verano

A través de Lichtwark Cramer y su hermana se familiarizaron con pintores más jóvenes en Hamburgo como Ernst Eitner, Arthur Illies y Paul Kayser, que fundó el Club de Artistas de Hamburgo en 1897. Ambas hermanas Cramer expusieron sus pinturas junto con ellas, pero no formaron parte del Club de Artistas.
A cambio, la casa de los Cramer se convirtió en un lugar de encuentro para artistas y amantes del arte. Además, Molly Cramer promovió a artistas jóvenes comprando sus obras y también financió viajes de estudio para Ernst Eitner.
Cramer expuso sus pinturas en Moscú, Budapest, Londres y Chicago.
Hacia el final de su vida sufrió un declive en su nivel de vida y se vio obligada a vender pinturas de su colección. Finalmente se trasladó a vivir con un pariente más joven y murió el 18 de enero de 1936 en Hamburgo. Las lápidas de Helene y Molly Cramer se encuentran en el cementerio Ohlsdorf de Hamburgo en el Jardín de las Mujeres.

## Trabajos seleccionados
- Goldlack und Primeln ("Alhelíes y prímulas"), 1899, óleo sobre lienzo (Kaiser Wilhelm Museum Krefeld)